# 双角犀属
雙角犀屬（學名：Dicerorhinus）是犀科下的一属，包含一類鼻上長有兩隻角的犀牛，化石紀錄可追溯至2000多萬年前的中新世早期，是相當古老的哺乳动物類群。唯一的現生種是殘存於印尼热带林地的苏门答腊犀（D. sumatrensis），由於犀角貿易引發的偷獵，加之棲息地受到過度開發，其現存活體總數已不足80頭，為當下最接近滅絕的動物之一。
根據中國學者同号文等人的研究，許多被歸入雙角犀屬的中國更新世犀類实际上應歸於斯迪凡犀屬（Stephanorhinus）。

## 命名
1841年，德国動物學家康斯坦丁·威廉·兰贝特·格洛格尔（德文：Constantin Wilhelm Lambert Gloger；1803–1863）以苏门答腊犀為模式種建立了雙角犀屬，屬名“Dicerorhinus”源自古希腊文“δι”（拉丁转写：di，意為“兩個”）+“κέρας”（cero，角）+“ρινος”（rhinos，鼻子）。在此之前，蘇門答臘犀的原名為“Rhinoceros sumatrensis”，所在的屬“Rhinoceros”由瑞典生物學家林奈於1758年以印度犀為模式種建立，現存的五種犀牛都曾被歸入該屬，後隨著分類學的不斷完善，黑犀、蘇門犀和白犀陸續被劃出，該屬僅剩下印度犀和爪哇犀兩種獨角犀牛，故在中文里慣稱為獨角犀屬。
此外，英国動物學家約書亞·布魯克斯（英文：Joshua Brookes；1761–1833）早在1828年便為蘇門犀建立了單獨的屬“Didermocerus”，但這一屬名在1977年被國際動物命名法委員會拒用，而上文所述的“Dicerorhinus”則被確認為有效名稱。

## 下級分類
- 双角犀属 Dicerorhinus（符號 † 表示已滅絕）
  - 苏门答腊犀 D. sumatrensis (Fischer, 1814)：命名人亦常寫作“G. Fischer”[9]
    - 西苏门答腊犀 D. s. sumatrensis (Fischer, 1814)[9]
    - 東蘇門答臘犀 D. s. harrissoni (Groves, 1965)[9]
    - †北苏门答腊犀 D. s. lasiotis Buckland, 1872[9]

  - †磁县双角犀 D. cixianensis Chen & Wu, 1976[10]
  - †D. tagicus (Roman, 1907)
  - †高加索犀 D. caucasicus (Borissiak, 1935)
  - †D. primaevus (Arambourg, 1959)
  - †D. steinheimensis Jäger, 1835
  - †D. sansaniensis Lartet, 1851
  - †圭宾犀 D. gwebinensis (Zin-Maung-Maung-Thein et al., 2008)[11]
  - †D. leakeyi (Hooijer, 1966)
  - †D. miguelcrusafonti Guérin & Santafe, 1978[12]
  - †基什贝尔格犀 D. kirchbergensis (Jäger, 1839)：現已歸入斯迪凡犀屬（Stephanorhinus）
= †梅氏犀 D. mercki Kaup, 1841：基什贝尔格犀的異名[13]
= †周口店犀 D. choukoutienensis (Wang, 1931)：基什贝尔格犀的異名[13]
  - †伊特鲁里亚犀 D. etruscus (Falconer, 1859–1868)：現已歸入斯迪凡犀屬[14]
  - †狭鼻犀 D. hemitoechus (Falconer, 1868)：現已歸入斯迪凡犀屬[14]
  - †D. jeanvireti Guérin, 1972 (Falconer, 1859)：現已歸入斯迪凡犀屬
  - †蓝田犀 D. lantianensis Hu & Qi, 1978：現已歸入斯迪凡犀屬
  - †云簇犀 D. yunchuchenensis (Chow, 1963)：現已歸入斯迪凡犀屬[15]
  - †林氏額鼻角犀 D. ringstroemi Arambourg, 1959：現已歸入列角犀屬（Dihoplus）[14]
  - †D. megarhinus (de Christol, 1834)：現已歸入列角犀屬[14]
  - †D. pikermiensis (Toula, 1906)：現已歸入斯迪凡犀屬或列角犀屬[14]
  - †D. schleiermacheri Kaup, 1834：現已歸入列角犀屬[16]